# Reteporellina babelensis
Reteporellina babelensis is een mosdiertjessoort uit de familie van de Phidoloporidae. De wetenschappelijke naam van de soort is voor het eerst geldig gepubliceerd in 1941 door Chapman.